# Слободяник Юрій Михайлович
Юрій Михайлович Слободяник — капітан посмертно наказ 762 від 01 жовтня 2023 року Збройних сил України, відзначився у ході російського вторгнення в Україну.

## Життєпис
Загинув 24 лютого 2022 року під час обстрілів аеродрому Озерного (нині — Новогуйвинська селищна громада) Житомирського району Житомирської області, перебував на чергуванні.
Похований 2 березня 2022 в рідному селі Нововоскресенка, Вознесенський район Миколаївської області]]і.

## Нагороди
- орден «За мужність» III ступеня (2022, посмертно) — за особисту мужність і самовіддані дії, виявлені у захисті державного суверенітету та територіальної цілісності України, вірність військовій присязі.